# María del Rosario Guerra
María del Rosario Guerra de La Espriella (Sincelejo, Colombia, 15 de octubre de 1961) es una economista y profesora universitaria colombiana.
Fue elegida Senadora de la República de Colombia por el partido Centro Democrático para los periodos 2014-2018 y 2018-2022. Se desempeñó como Ministra de Comunicaciones de Colombia durante la segunda administración de Álvaro Uribe Vélez, desde julio de 2006 hasta enero de 2010.

## Formación
Nacida en Sincelejo, departamento de Sucre, es economista egresada de la Universidad del Rosario, graduada del Máster en Administración Pública de la Universidad de Harvard y del Máster en Economía Agrícola de la Universidad de Cornell, ambos en Estados Unidos.
En julio de 2006 asumió como Ministra de Comunicaciones de Colombia, en el segundo gobierno de Álvaro Uribe Vélez. En 2009, lideró la transformación de la cartera en la de Tecnologías de la Información y la Comunicación, siendo su primera titular. Además, se desempeñó como Vicerrectora de la Universidad del Rosario, Presidenta del Fondo Financiero de Proyectos de Desarrollo FONADE y directora general del Departamento Administrativo de Ciencia, Tecnología e Innovación - Colciencias.
Una de sus principales contribuciones fue sacar adelante la Ley de Tecnologías de la Información y la Comunicación, TIC (Ley 1341 de 2009), la Ley sobre los Servicios Postales (Ley 1369 de 2009), la creación de los programas Territorios digitales, MiPymes Digital y Ciudadano Digital y la masificación de Internet a regiones apartadas de Colombia. En otro aspecto ha sido una líder muy importante del movimiento Provida Colombiano a nivel político combatiendo el aborto.
Además ha sido consultora y profesora de cátedra en la Universidad del Rosario, Universidad de Los Andes y en la Universidad Nacional de Colombia.

## Trayectoria política
El 9 de marzo de 2014 fue elegida Senadora de la República para el periodo 2014-2018 por el Centro Democrático, movimiento político que lidera el expresidente y también elegido Senador Álvaro Uribe. Nuevamente fue elegida senadora de la República para el periodo 2018 - 2022. Fue precandidata presidencial por su partido Centro Democrático en 2017 cuando logró la nominación Iván Duque Márquez, elegido posteriormente presidente de la República. Se desempeñó como Ministra de Comunicaciones de Colombia durante la segunda administración de Álvaro Uribe Vélez, desde julio de 2006 hasta enero de 2010. Fue fundadora de la empresa de asesorías (LEICO Consultores Asociados) en temas estratégicos y de políticas públicas de Telecomunicaciones, televisión, educación superior, regulación económica, ciencia y tecnología, y reformas institucionales.